# Kamerunberg
Der Kamerunberg (auch Fako, früher Albertspitze; engl. Mount Cameroon, frz. Mont Cameroun) ist ein aktiver Vulkan im Westen von Kamerun. Er ist 4095 m hoch und damit der höchste Berg Westafrikas. Er liegt in der Region South-West, im englischsprachigen Teil des Landes, in unmittelbarer Nähe zur Küste genau an der Beugung des Golfs von Guinea und somit im Bereich des ungefähren Überganges zwischen West- und Zentralafrika.
Das Vulkanmassiv entstand durch die sogenannte Kamerunlinie, einen Hotspot, der auch die Inseln São Tomé, Príncipe, Bioko und Annobón hervorbrachte sowie (auf dem Festland) das übrige Bergland im Westen Kameruns mit den dortigen Kraterseen. Der ältere und heute erloschene Vulkankegel des Etinde (auch Kleiner Kamerunberg genannt) erreicht eine Höhe von 1715 m. Der Kamerunberg ist damit einer der ältesten noch aktiven Vulkane weltweit, da die Kamerunlinie auf die Zeit zurückgeführt wird, in der sich die Kontinente Südamerika und Afrika trennten.
Die historisch bezeugten Ausbrüche des Fako ereigneten sich 1650, 1807, 1825, 1838, 1852, 1865, 1866, 1871, 1909, 1922, 1925, 1954, 1959, 1982, 1999 und 2000. Die Ausbrüche verliefen dabei von Südsüdwest nach Nordnordost, entsprechend der Längsachse des Vulkanmassivs. Die vulkanische Tätigkeit schritt über die Zeitläufe von Westen nach Osten voran.
Am Fuß des Gebirgsstocks herrschen (insbesondere durch die durch den Vulkanismus für tropische Verhältnisse außergewöhnlich fruchtbaren Böden) günstige Bedingungen für den Plantagenbau, und so sind die Tieflandregenwälder nahezu sämtlich durch Ölpalmen und Kautschukbäume ersetzt. Die Hänge des Fako sind noch großenteils mit Bergregenwald bedeckt, unterbrochen durch Brandrodungen für den Anbau von Bananen, Cocoyam und Ndolé (Vernonia amygdalina). Bei etwa 2200 m wird der Wald abrupt durch Savanne abgelöst, die schließlich in alpine Matten übergeht. Die Südwesthänge des Massivs zwischen Limbe und Idenau zählen mit über 11.000 mm jährlichem Niederschlag zu den regenreichsten Orten der Erde. Zum Gipfel zu zeigen sich dann Gräser sowie später kleine Felsspitzen mit Aschenfeldern und zerbröckelter graugrüner Lava. Am Gipfel bilden Flechten die einzige Vegetation; gelegentlich kommt es in dieser Höhe zu einer Schneedecke.
Sehr wahrscheinlich wurde der karthagische Seefahrer Hanno um 470 v. Chr. Zeuge eines Ausbruchs des Fako; in seinem Reisebericht taucht ein feuerspeiender Berg auf, der den Nachthimmel erleuchtete und Feuerströme ins Meer herunter erzeugte. Hanno nannte ihn wie zuvor die Griechen „Theon Ochema“ (deutsch „Götterwagen“), den auch der römische Enzyklopädist Plinius der Ältere als größten damals bekannten Vulkan in der Mitte der südlichen Umgrenzung Afrikas beschrieb.
Die nachweisliche Erstbesteigung des Fako durch einen Europäer gelang 1861 dem Briten Richard Francis Burton und dem deutschen Botaniker Gustav Mann. Nach Gustav Mann ist noch die Mann-Spring, die mit etwa 2400 m ü. M. höchstgelegene Quelle des Berges, benannt. Mary Kingsley war 1895 die erste Frau, die den Gipfel des Fako erreichte. Heute wird der Gipfel jährlich von 1000 bis 2000 Touristen mit mäßigen Mühen erklommen, es gibt einen von der deutschen GIZ unterstützten Ökotourismusanbieter.
Auf dem Plateau in etwa 1000 m Höhe liegt die Provinzhauptstadt Buea.

## Weiteres
- Der Berg wird im Text der kamerunischen Nationalhymne erwähnt und dort Buea-Berg genannt.

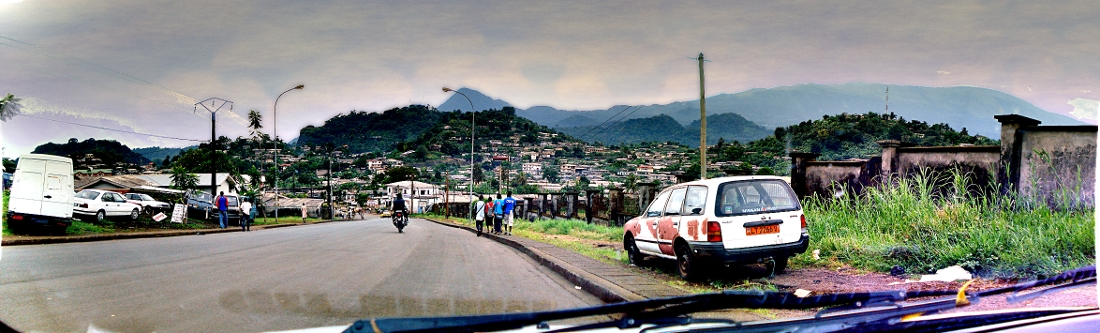
Panoramablick von Limbe zum Kamerunmassiv (rechts) und Mt. Etinde (Bildmitte)

- Der Asteroid (69228) Kamerunberg wurde nach dem Vulkan benannt.
- Am 3. Mai 1963 wurde eine Douglas DC-6B der Air Afrique (F-BIAO) auf dem Weg vom Flughafen Douala (Kamerun) nach Lagos (Nigeria) 60 Kilometer nordnordwestlich von Douala in den Kamerunberg geflogen. Die Maschine befand sich noch im Steigflug, als sie in knapp 2000 Meter Höhe mit dem Vulkan kollidierte. Alle 55 Insassen wurden bei diesem CFIT, Controlled flight into terrain getötet.[5]

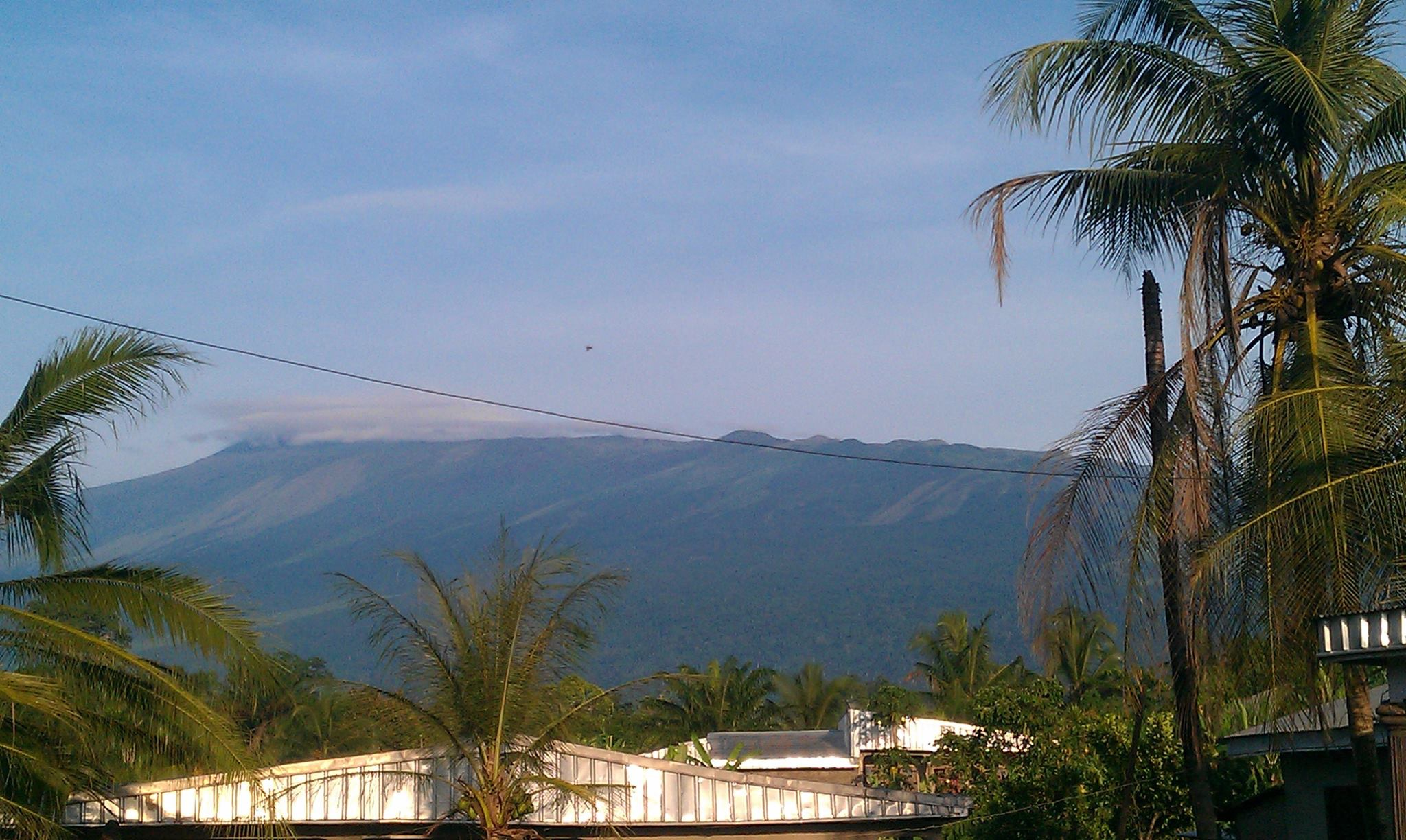
Kamerunberg

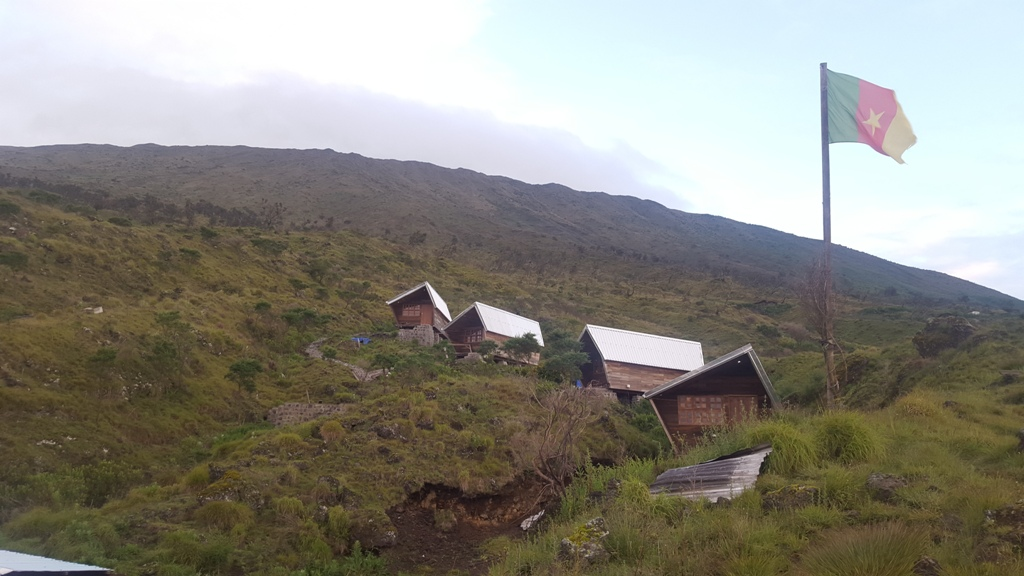
Fako Mountain Lodge